# Salam de Nădlac

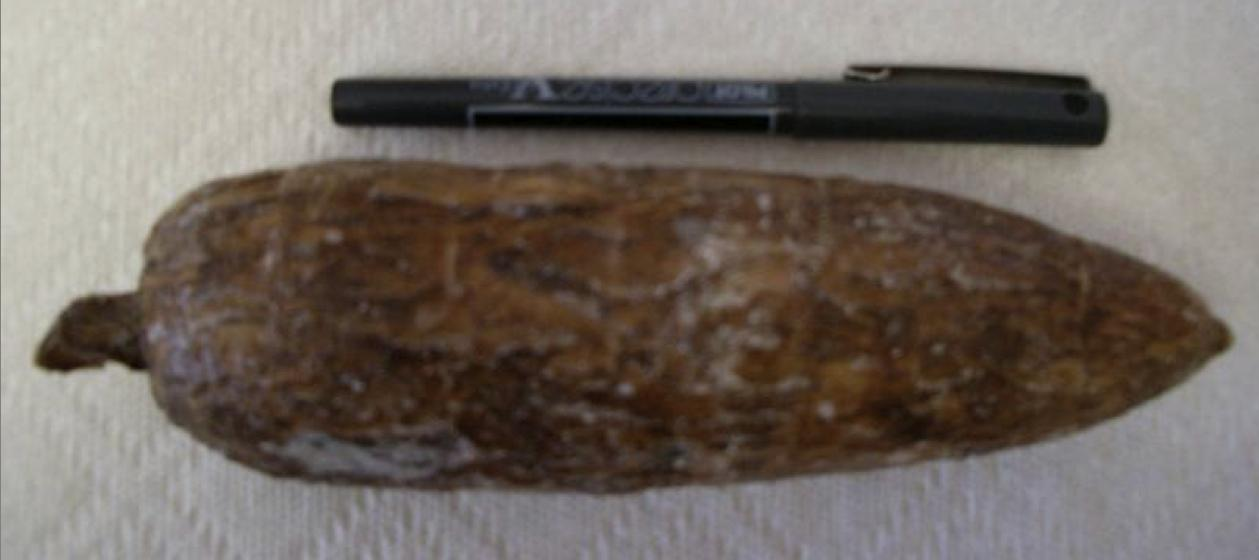
Salam de Nădlac.

Le salam de Nădlac (en français : « saucisson de Nădlac ») est une charcuterie traditionnelle roumaine à base de viande de porc, originaire de Nădlac, une ville située dans le comté d'Arad. 
La recette, dont l'existence est attestée depuis le XVIe siècle en Allemagne, a été reprise et améliorée par les Roumains. La saucisse de Nădlac est plus grande ; des épices comme l'ail, la moutarde, le poivre, le cumin, le sel et le sucre y sont ajoutés pour le processus de conservation ainsi que pour l'apparence.
Des boyaux de bœuf sont remplis avec la chair à saucisse. La maturation, qui comprend le fumage et le séchage, dure quatre à six mois où elle perd environ 40 % de son poids.
La fumaison des salam de Nădlac est faite traditionnellement l'été avec de la sciure de bois naturel, généralement du prunier, de mûrier ou du hêtre.